# Premislavo I Noszak di Teschen
Premislavo I Noszak (in ceco Přemyslav I. Nošák; in polacco Przemysław I Noszak; in tedesco Przemislaus I. von Teschen) (1332/1336 – 23 maggio 1410) fu duca di Teschen, Bytom e Siewierz.
Figlio di Casimiro I, duca di Teschen, e di Eufemia, sua moglie, Premislavo è annoverato tra i più capaci duchi di Teschen della dinastia Piast. Egli dimostrò la propria arte nei negoziati ed in politica, una dota questa utilizzata in molti affari con le altre corti d'Europa. Poco si sa invece della sua politica interna. Il suo potere non fu esercitato in maniera ininterrotta: pur avendo ereditato le sue terre nel 1358, tra il 1359 e il 1368 perse il controllo Siewierz e nel 1405 anche Bytom, ma d'altro canto riuscì ad amministrare più della metà di Głogów e Ścinawa(fatta eccezione per il periodo tra il 1404 e il 1406). Infine, dal 1401 in poi si impose anche a Toszek.
Premislavo sposò Elisabetta, figlia di Boleslao, duca di Bytom, dalla quale ebbe tre figli, di cui due maschi e una femmina.

## Biografia
All'inizio del 1355, prese parte ufficialmente alla vita politica del paese e divenne uno dei più importanti personaggi della corte boema Carlo IV e Václav IV. Egli venne per questo sovente assegnato a delicate missioni diplomatiche. Nel 1380 venne inviato a Parigi dove aveva il compito di contrattare un'alleanza tra Boemia e Francia. La missione, però, non ebbe successo. Egli tentò anche di negoziare una pace tra Inghilterra e Francia, che erano impegnate nella Guerra dei Cent'anni. Premislavo I Noszak negoziò anche il matrimonio tra la figlia dell'Imperatore del Sacro Romano Impero, Carlo IV, Anna con Riccardo II, Re d'Inghilterra. Le sue abilità diplomatiche, inoltre, vennero sfruttate per risolvere le dispute tra i vari nobili tedeschi.
Nella seconda metà degli anni '80 del XIV secolo, Premislavo divenne un attivo politico in Boemia. Nel 1386 fu governatore della Boemia quando il Re, Václav IV, si trovava all'estero. La sua posizione, però, scatenò l'opposizione della nobiltà boema che lo fece rimuovere da questo incarico. La sua posizione venne occupata dal Duca di Opava-Racibórz. Il risultato dell'ostilità tra i due contendenti fu l'assassinio del figlio del duca Premislavo nel 1406. Il conflitto terminò con un trattato siglato il 7 novembre 1407 a Żory.
Come risultato di una situazione politica instabile, in Boemia dilagarono i banditi. Gli affari diplomatici di Premislavo culminarono in un'alleanza firmata con Ladislao Jagellone, il 12 giugno 1397, secondo la quale si impegnarono per combattere il banditismo entro i propri confini.
Premislavo I Noszak inoltre estese i suoi possedimenti ed ottenne le terre attorno a Toszek e Pyskowice e metà delle terre di Bytom e Gliwice. Nel 1405 ottenne anche il Ducato di Oświęcim e le terre di Siewierz. Nel 1384, ottenne parte del Ducato di Głogów e l'anno successivo acquistò Strzelin.
Alla fine della propria vita, Premislavo I Noszak divise i propri possedimenti. Boleslao, l'unico figlio rimastogli, ricevette il Ducato di Teschen, parte del Ducato di Bytom, Góra e Siewierz.